# Farmsumer Poort

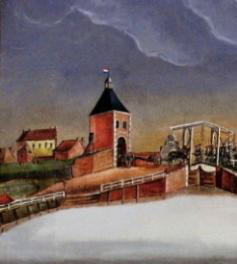
De Farmsumer Poort tijdens het ontzet van Delfzijl.

De Farmsumer poort was een van de poorten van de vestingstad Delfzijl. Deze poort stond aan het Damsterdiep, tussen de vesting en de sluizen, aan wat nu de Nieuweweg is. De Farmsumer poort sloot de vesting af van de toegangsweg vanuit Farmsum, waar zij haar naam aan dankt. 
Tijdens het beleg van Delfzijl in de Franse tijd was de poort gesloten. Tijdens het ontzet van Delfzijl marcheerden de Fransen erdoor de stad uit, waarvan een schilderij is gemaakt door Tobias Roelfs van Streun.
Op de plaats van de poort staat tegenwoordig een appartementencomplex met de naam Vestpoort, dat verwijst naar de Farmsumer Poort.